# Melanocorypha bimaculata

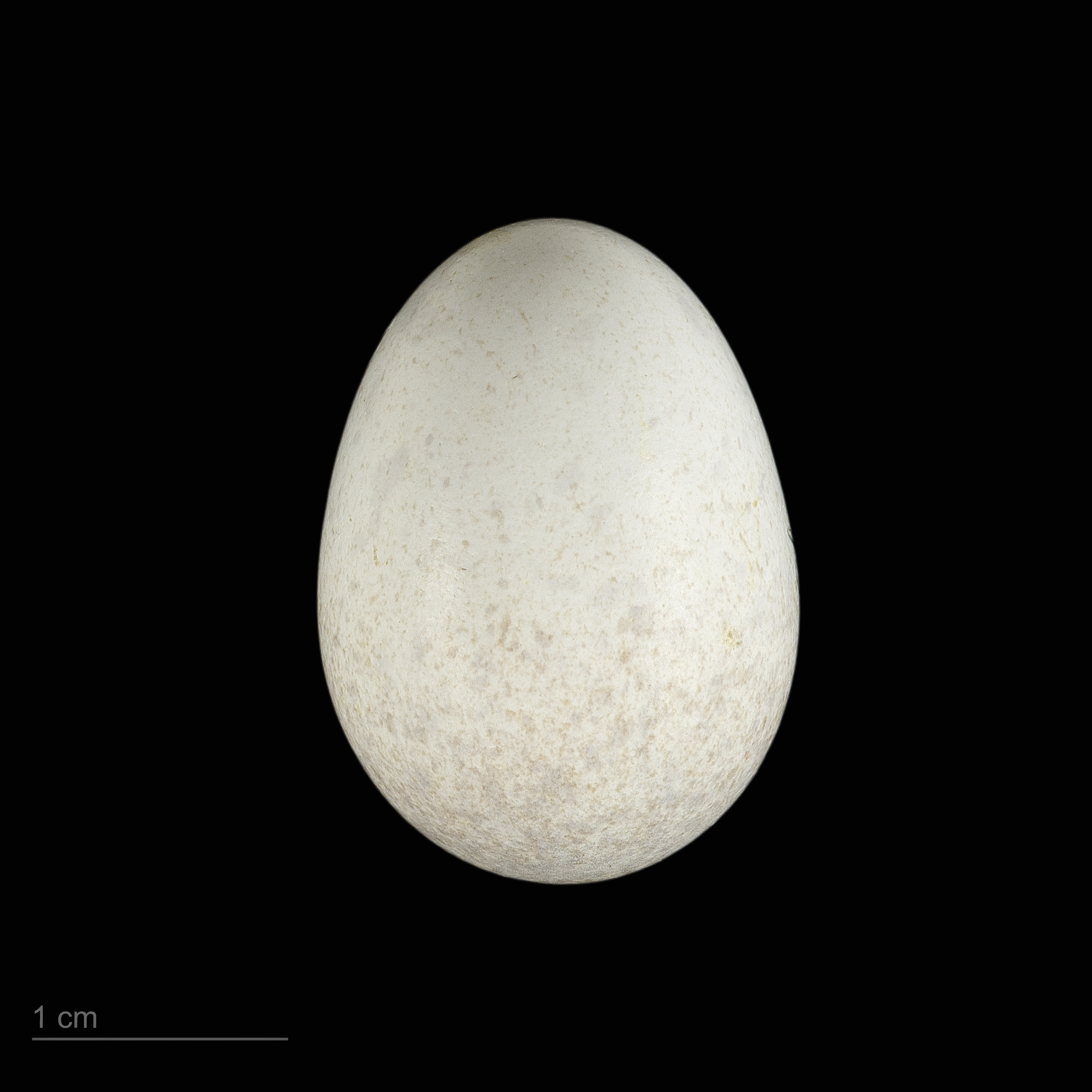
Melanocorypha bimaculata - (MHNT)

La calandria bimaculada (Melanocorypha bimaculata) es una especie de ave paseriforme de la familia Alaudidae que vive en Asia y el noreste de África. Es el homólogo oriental de su pariente la calandria común.

## Descripción
La calandria bimaculada mide entre 16–18 cm de largo. Es difícil de distinguir en el suelo. El plumaje de sus partes superiores es principalmente de tonos pardos grisáceos veteados y el de las inferiores blanco. Presenta a ambos lados de la parte superior del pecho dos francas negras que se tocan en el centro, a las que debe su nombre. Además tiene listas superciliares blancas que contrastan con sus bridas oscuras.
En vuelo presenta alas cortas y anchas, pardo grisáceas en las partes inferiores, y su corta cola con la punta blanca, pero no los laterales, este patrón de color de las alas y cola la diferencian de la calandria común.
Su canto es una versión más fuerte del de la calandria común.

## Distribución y hábitat
Es un ave migratoria que cría en las regiones templadas de Asia Central y Occidental y que se desplaza a las zonas cálidas del sur en invierno, desde el noreste de África hasta el este del Subcontinente indio. En Europa occidental es un divagante muy raro.
Suele habitar en zonas semidesérticas pedregosas y en cultivos de regiones altas

## Comportamiento
Se alimenta de semillas e insectos, los últimos especialmente durante la época de cría. Anida en el suelo, donde pone entre 3-4 huevos. En invierno es un ave gregaria.